# Oppidum Závist

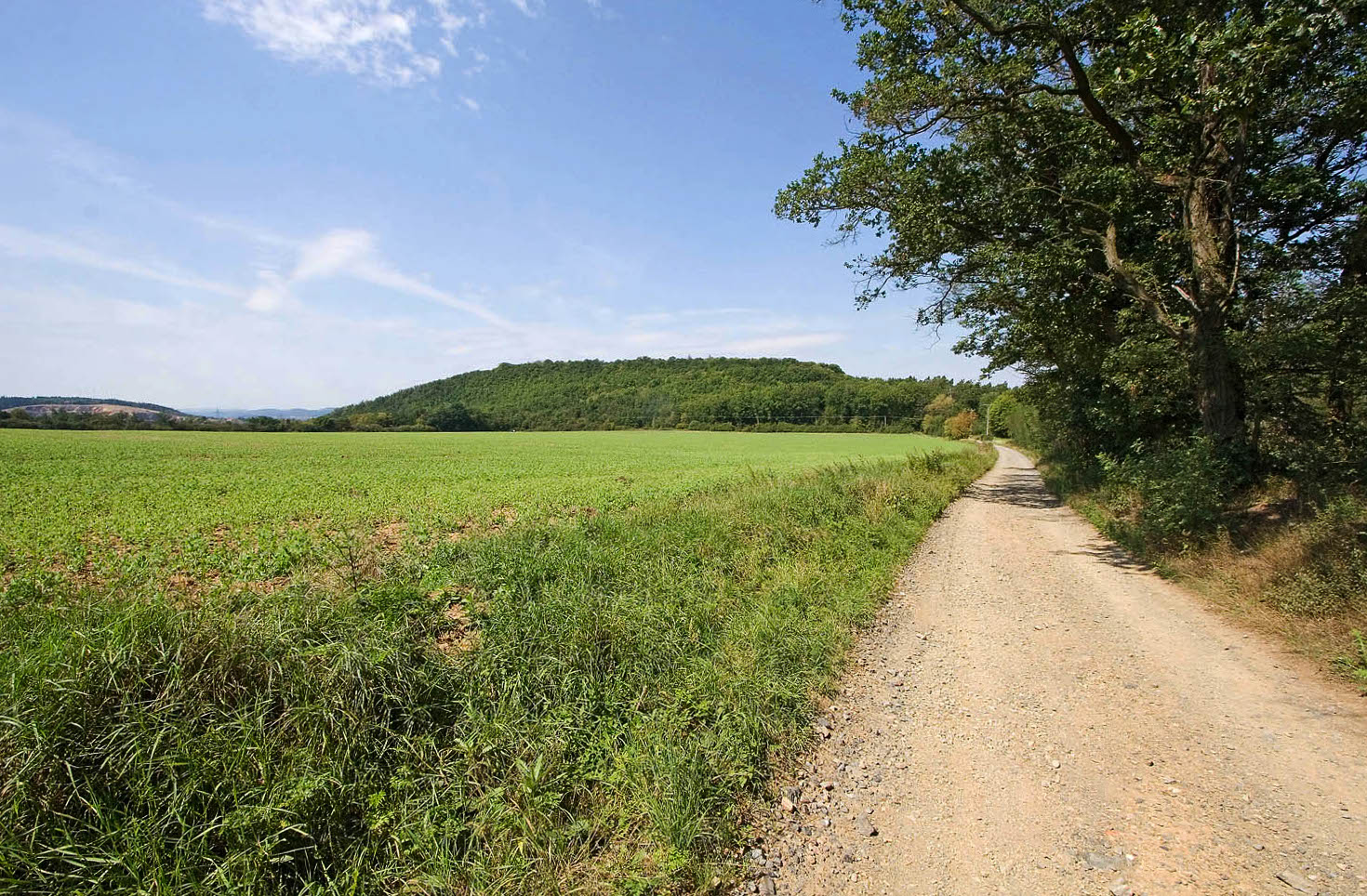
Widok oppida Závist od Lhoty

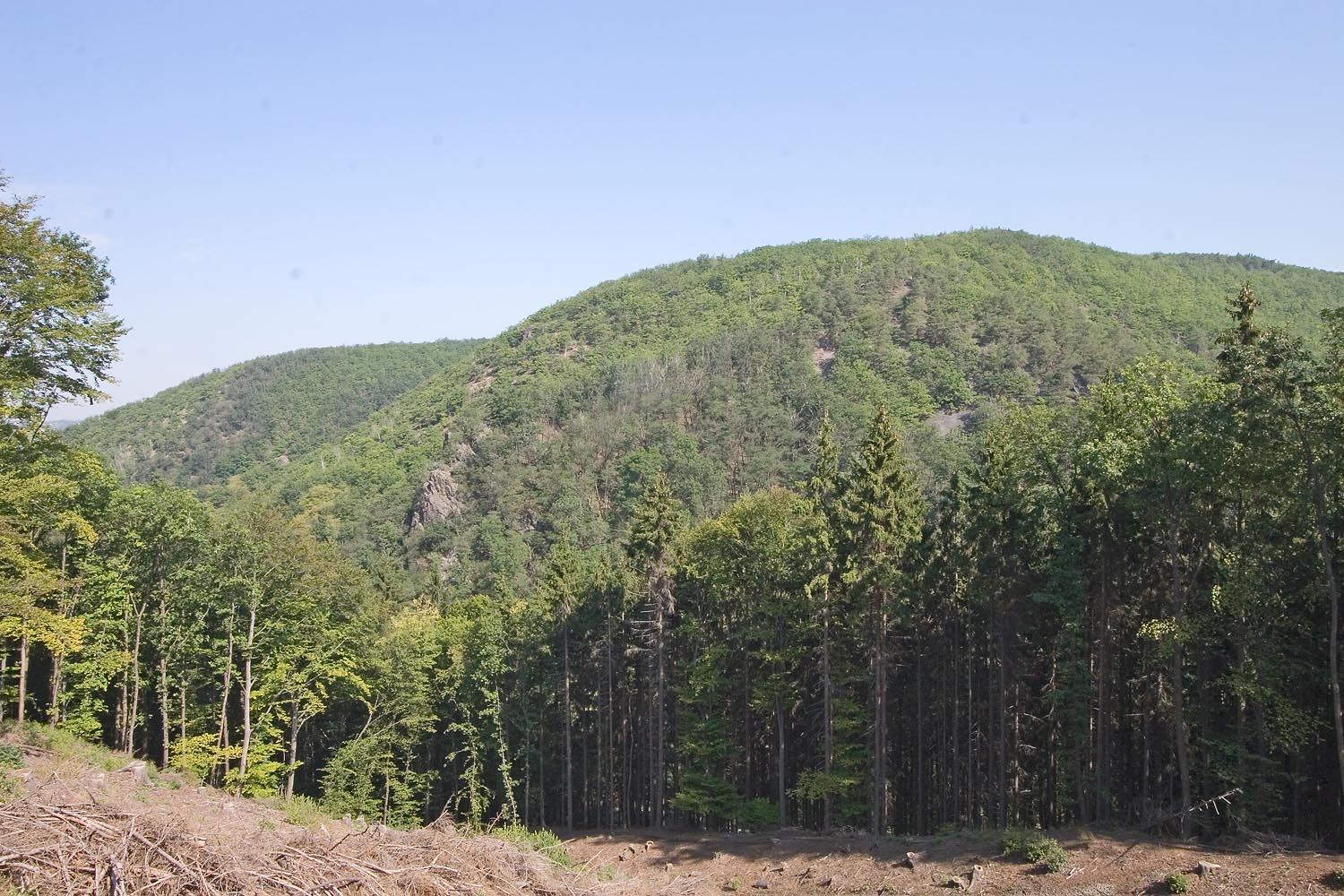
Widok na wzniesienie Šance

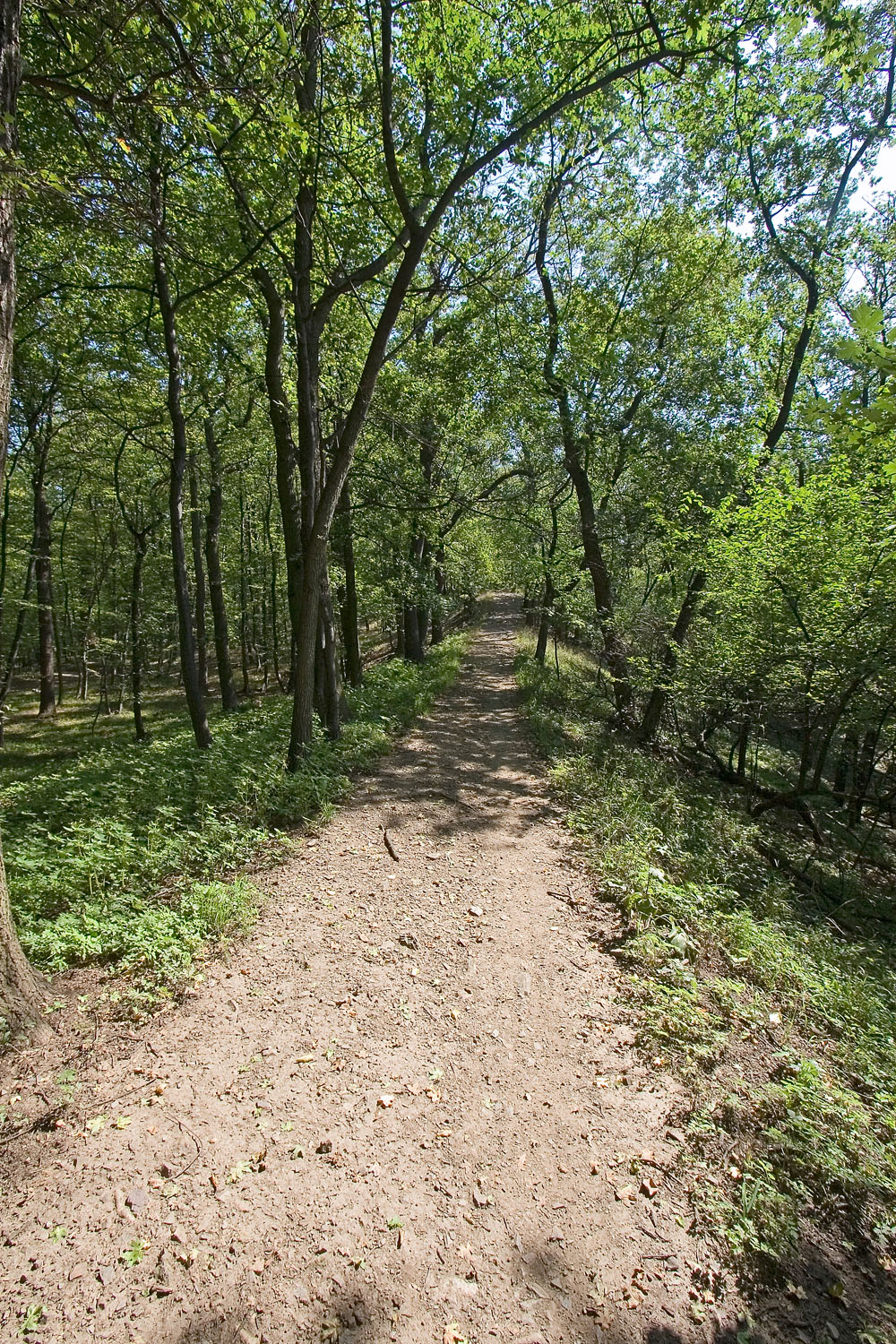
Pozostałości wału

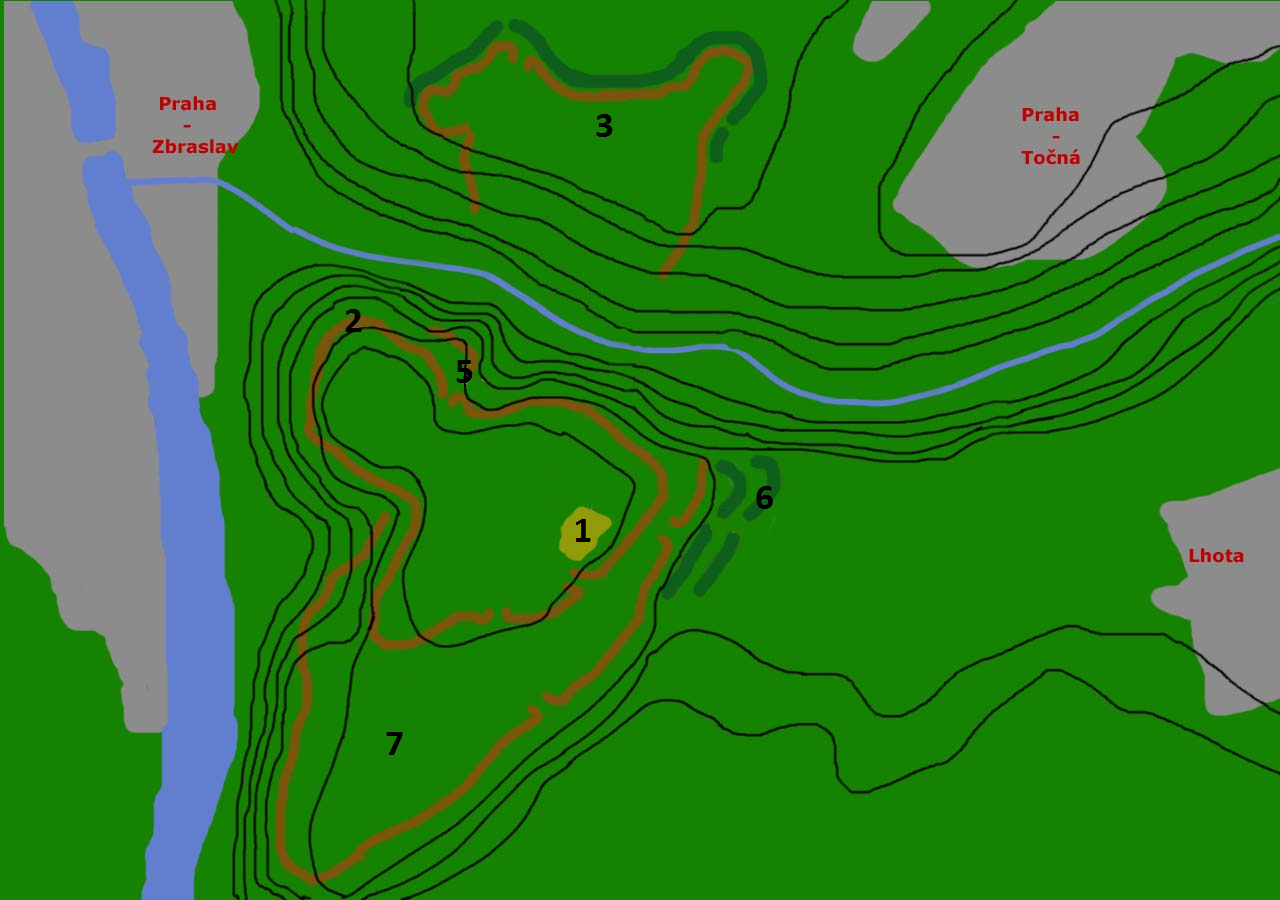
Oppidum Závist:
1 – Akropol
2 – Obwałowanieí
3 – Šance
4 – Brama A
5 – Brama D
6 – Fosa
7 – Podgrodzie

Oppidum Závist – celtyckie osiedle obronne w środkowych Czechach, w powiecie Praga-Zachód, w kraju środkowoczeskim.
Oppidum Závist jest największym z oppidów na ziemiach czeskich.

## Położenie i opis
Oppidum Závist leży w środkowych Czechach, na południe od Pragi, w dorzeczu Wełtawy. Oppidum znajdowało się na dwóch wzniesieniach po obu stronach Břežanskégo údolí, na prawym brzegu Wełtawy.
Pierwotnie oppidum leżało na wzniesieniu Hradiště o wys. 391 m n.p.m., u ujścia Berounki do Wełtawy, naprzeciw Zbraslavi, na zachód od wsi Lhota w gminie Dolní Břežany. Później oppidum się rozrosło poprzez głęboko wciętą dolinę Břežanskégo údolí, którym płynie Břežanský potok, na przeciwległe wzniesienie Šance. różnica wysokości pomiędzy doliną potoku a najwyższym punktem grodziska wynosi 200 m.

## Historia
Ostatnie badania archeologiczne w Dolních Břežanech odkryły osiedlenie ludzi już w eneolicie, ok. 3.000 lat p.n.e.
Wysoczyzna nad obecną dzielnicą Zbraslav została zasiedlona już w epoce brązu, później na przełomie kultury halsztackiej i kultury lateńskiej w pierwszej połowie VI w. p.n.e., gdy w środkowej partii wzniesienia osiedlili się pierwsi Celtowie, a później w II i I w. p.n.e. również przez Celtów.
Miejsce do zasiedlenia było wybrane optymalnie – położenie na najwyższym wzniesieniu w okolicy, wśród urodzajnych gleb, niedaleko szlaku handlowego i w pobliżu miejsc występowania złota.
Najstarsze miejsce osiedlenia obejmowało obszar 27 ha na szczycie wzniesienia. Obwarowanie składało się z tzw. wilczych jam, fosy wykutej w skale i palisady. Wejście znajdowało się w miejscu bramy "D", położonym 12,5 m ponad dnem fosy wkutej w litej skale. Później grodzisko zostało opuszczone.
Po 200 latach osiedliła się tu kolejna grupa Celtów. W południowo-wschodniej części podgrodzia wybudowano mocną dębową palisadę i kolejne linie obwałowań tak, że najpotężniejsze fortyfikacje znajdowały się w miejscu najmniej obronnym.
Około połowy II w. p.n.e. oppidum było zbudowane ponownie, jak i rozbudowane. Ostatnia przebudowa fortyfikacji całkowicie zmieniła też ich konstrukcję. Linie obronne tworzyły nowo usypane, strome wały, a na ich koronie zbudowano drewnianą palisadę. Zmienił się również sposób dostępu, a miejsce zwane Šance zostało objęte jednolitym systemem obronnym z resztą oppidum. W II w. p.n.e. oppidum osiągnęło swoje maksymalne rozmiary – 118 ha (wg niektórych szacunków nawet 170 ha). Nowe refugium mogło pomieścić do 40.000 uciekinierów z okolicznych wsi. Na stałe mieszkało w nim ok. 1500-3500 osób (obszar grodziska był dość luźno i nierównomiernie zasiedlony). Należy dodać, że w starożytności cały obszar dzisiejszych Czech zamieszkiwało 75-100 tys. ludzi. Domy były najczęściej jednoprzestrzenne, dzielone prostymi przegrodami. Pomiędzy budynkami biegły główne i podrzędne drogi. Niektóre z nich prowadziły do bram wejściowych.
W czasie badań archeologicznych w latach 70. XX w. znaleziono pozostałości warsztatu tkackiego, kuźni, ceramiki kuchennej, jak również szczątki wyrobów importowanych – ze szkła i z brązu. Z tych wykopalisk wynika, że Závist, zarówno na przełomie VI i V w. p.n.e., jak i w ciągu dwóch ostatnich stuleci p.n.e., była ważnym centrum władzy w Czechach, które miało znaczny wpływ na wydarzenia nie tylko w najbliższej okolicy. Do zbudowania tak rozległego akropolu potrzebna była współpraca wielu osób oraz znaczne środki materialne i finansowe. Archeolodzy przypuszczają, że Závist była siedzibą celtyckiej elity na ziemiach czeskich.
Później nastąpiły dramatyczne wypadki. Najprawdopodobniej w I w. n.e. oppidum zostało zdobyte przez germańskich najeźdźców, a w czasie bitwy główna brama D i mała, boczna brama A zostały spalone. Najeźdźcy osiedlili się w tym strategicznie ważnym punkcie, ale oppidum nie odgrywało już tak ważnej roli, jak w czasach celtyckich. Stopniowo chyliło się ku upadkowi, aż zostało opuszczone.
Znaleziono ślady osadnictwa słowiańskiego z ok. VII w. Ostatnim śladem osadnictwa jest niewielkie słowiańskie cmentarzysko z pierwszej połowy X w.

## Opis oppidum
- Akropol – był centrum oppidum oraz ostatnim punktem oporu. Powstał na przełomie VI i V w. p.n.e., jako kulturalne, religijne i wojskowe centrum, składające się z kamiennych budowli. Był to obszar osłonięty z trzech stron głęboką fosą. Za fosą rozciągał się kamienny wał. Akropol miał wymiary ok. 80×90 m, a prowadziła do niego jedna brama. Ściany budowli miały do 6 m wysokości. W centrum Akropolu stała celtycka świątynia o rozmiarach 9 × 10 × 11 m z ostrymi narożnymi węgłami.
- Fortyfikacje – tworzyły drewniane palisady umieszczone na nasypie, wilcze jamy i fosa wykuta w skale. W późniejszym czasie były to drewniane ściany i bramy. Fortyfikacje miały 9 km obwodu i należały do największych w Europie Środkowej. Wyróżniono pięć etapów ich budowy, od pojedynczej drewnianej palisady po kamienno-drewniane umocnienia o specjalnej konstrukcji. System obronny był szczególnie rozbudowany w pobliżu bramy oznaczanej dziś na planach jako brama D.
- Šance – część oppidum o powierzchni 15 ha. Od południa była chroniona stromymi, skalistymi zboczami wzniesienia, z pozostałych stron biegła palisada. Znaleziono tu resztki ceramiki z epoki brązu. Innym ciekawym odkryciem był brak warstwy kulturowej, jak na Akropolu.
- Brama D – była głównym wejściem do oppidum. Znajdowała się po południowo-wschodniej stronie. Jej najstarsze fragmenty pochodzą z czasów późnej kultury lateńskiej, z II w. p.n.e., alei ona przeszła szereg zmian i udoskonaleń. Piętrowa budowla sąsiadowała z usypanymi wałami z palisadową ścianą na wierzchołku. Stała nad fosą o głębokości 12,5 m, który był wykuty w skale. Dostępu do niej broniły wały usypane z łamanego kamienia. Po zdobyciu oppidum przez Germanów, gdy brama spłonęła, dostęp był zatarasowany i nie była ona już używana.
- Brama A – była mniejszą bramą, zamykaną dębowymi wrotami. Znajdowała się po północno-wschodniej stronie Akropolu w kierunku doliny Břežanskégo údolí. W pobliżu tej bramy znaleziono fragmenty germańskiej ceramiki oraz niewielkie cmentarzysko z połowy X w.
- Podgrodzie – było miejscem, gdzie znajdowało się ekonomiczne centrum całego obszaru.

## Ochrona
Oppidum Závist jest chronione jako Narodowy zabytek kultury Republiki Czeskiej (cz. Kulturní památka České republiky).

## Literatura
- Petr Drda, Alena Rybová: Keltové a Čechy, Academia, Praha 1998, 196 s., ISBN 80-200-0732-6
- Petr Drda, Alena Rybová: Keltové v Čechách, Academia, Praha 2002, ISBN 80-200-0732-6
- Vladimír Čtverák, Michal Lutovský, Miloslav Slabina, Lubor Smejtek: Encyklopedie hradišť v Čechách, Libri, Praha 2003, 432 s., ISBN 80-7277-173-6
- Petr Drda, Alena Rybová: Akropole na hradišti Závist v 6.–4. stol. př. Kr.,  Archeologický ústav Akademie věd České republiky, Praha 2008, ISBN 978-80-86124-85-8
- Jan Bouzek: Keltové českých zemí v evropském kontextu, Triton, Praha 2009, ISBN 978-80-7387-233-5
- Jiří Waldhauser: Encyklopedie Keltů v Čechách, Libri, Praha 2011, 592 s., ISBN 80-7277-053-5
- Martin Kuna i in.: Archeologický atlas Čech, Archeologický ústav AV ČR, 2. vyd., Praha 2015, s.  355–359, ISBN 978-80-87365-82-3